# Регу (Португалия)
Регу (порт. Rego)  —  район (фрегезия) в Португалии,  входит в округ Брага. Является составной частью муниципалитета  Селорику-ди-Башту. По старому административному делению входил в провинцию Минью. Входит в экономико-статистический  субрегион Аве, который входит в Северный регион. Население составляет 1184 человека на 2001 год. Занимает площадь 16,23 км².
Покровителем района считается Апостол Варфоломей (порт. S. Bartolomeu). 